# Ermita del Calvari del Castell de Vilamalefa
L'ermita del Calvari del Castell de Vilamalefa, a la comarca de l'Alt Millars, és un lloc de culte declarat de manera genèrica Bé de Rellevància Local, segons la Disposició Addicional Cinquena de la Llei 5/2007, de 9 de febrer, de la Generalitat, de modificació de la Llei 4/1998, d'11 de juny, del Patrimoni Cultural Valencià (DOCV Núm. 5.449 / 13/02/2007), amb codi 12.08.041-003.
L'ermita se situa al final d'un típic calvari, que fa ziga-zaga, construït sobre bancals de pedra en el vessant d'una muntanya, envoltat d'arbres (pins i xiprers en la seva majoria), entre els quals destaquen els casalicis en els quals es col·loquen les estacions del Via Crucis. A més de l'accés pel calvari, també es pot arribar fins al cim de la muntanya per una desviació en la CV-190 en direcció a Llucena, poc després de sortir del poble o poc abans d'entrar, segons se'n surti o s'hi entri.

## Descripció
La ubicació proporciona una bella vista panoràmica de la zona, presentant-se l'ermita com un edifici en forma de cub i façanes blanquejades, de fàbrica de maçoneria amb reforços de carreu, que queden perfectament a la vista. La coberta exterior és piramidal presentant un ampli ràfec. L'ermita té adossada, a la dreta de la façana principal (que és sòbria i austera, presentant com a única decoració destacable una porta de fusta que s'obre en una obertura emmarcada de carreus; així com una finestra situada sota el ràfec), un altre edifici de menor altura i grandària, encara que de planta i coberta similars. Externament es remata amb una espadanya que se situa al centre de l'eix vertical de la façana principal, i presenta arc de mig punt per a la campana.
L'estat de conservació, com ocorre amb el calvari, és perfecte, la qual cosa posa en evidència el seu ús per part dels veïns d'El Castell de Vilamalefa, que celebren les festes del Sant Crist del Calvari a mitjan setembre, realitzant diversos actes entre els quals destaquen la missa que se celebra a l'església parroquial del poble i després de la mateixa es puja en processó la imatge del Crist fins a l'ermita.